# Sint-Bartholomeüskerk (Nootdorp)
De Sint-Bartholomeüskerk is een rooms-katholieke kerk aan de Veenweg in de Nederlandse plaats Nootdorp. De kerk is gewijd aan de heilige apostel Bartolomeüs.

## Andreas Hofweegen
In 1865 woonde langs de Veenweg de naar Nootdorpse begrippen buitengewoon rijke veenboer Andreas Hofweegen. Toen hij het eind van zijn leven voelde naderen, vermaakte hij zijn vermogen aan de Bartholomeüsparochie. Het parochiebestuur ontwikkelde in de lijn van de wensen van Hofweegen daarop plannen om achter het oude kleine kerkje met de pastoorswoning een nieuwe grote kerk met pastorie te bouwen. In het jaar waarin Hofweegen stierf (1868) werd E.J. Margry als architect uitgekozen. Margry was op dat moment pas 26 jaar oud. Hij was een leerling van de grootmeester van de Nederlandse neogotiek P.J.H. Cuypers. Margry had pas in 1866 zijn eerste zelfstandige bouwopdracht gekregen: de H. Antonius van Padua aan het Boschje in Rotterdam. Een simpel versje op het tegeltableau dat hij in het portaal van die kerk liet aanbrengen geeft Margry's houding ten opzichte van de nieuwe bouwstijl goed weer: "Het dertiend' eeuwsch gothiek; Rijst hier weer uit het duister; Zoo zinrijk katholiek; In nieuwe pracht en luister." Aan dit eerste succes was het dan ook te danken dat hij binnen korte tijd een veelgevraagd architect werd.

## Ontwerp
Het ontwerp van Margry voor de Bartholomeuskerk sloot aan bij de opvattingen van de bouwkunst in die periode, waarbij gotische kerkgebouwen uit de 13e eeuw als inspiratiebron dienden. De spitsbogen zijn daarbij het meest in het oog springend, waardoor de kerkgebouwen ranke, naar boven wijzende lijnen en vormen krijgen. Een kenmerk van Margry is het sterke contrast tussen bepleisterde wandvlakken en schoon metselwerk in het interieur. Dit is terug te vinden in de lijsten, kolonetten en venstertraceringen, waar overvloedig gebruikgemaakt is van gebakken profielsteen. De bepleisterde wandvlakken dienden als ondergrond voor het aanbrengen van beschilderingen.
Zoals de meeste kerken van Margry is ook de Bartholomeuskerk naar een oude Hollandse traditie in hout overwelfd.

## Bouw
Men ging voortvarend te werk. Nog voor de bisschoppelijke goedkeuring in 1869 binnenkwam, was de fundering voor de nieuwe kerk al klaar. Na een bouwperiode van minder dan twee jaar werd in 1871 de nieuwe Bartholomeuskerk plechtig in gebruik genomen.
In de kerk waren enkele kleinere kapellen gerealiseerd. Nadat het doopvont van de doopkapel naar de Jozefkapel werd verplaatst werd de doopkapel ingericht als de kapel van Maria van Wilsveen. Deze kapel achter in de kerk bevat een replica van een Mariabeeldje dat in de 16e en 17e eeuw onderwerp van devotie was in de kapel van Wilsveen.

## Boek
Het parochiebestuur van de H. Bartholomeusparochie heeft in 1996 een boek laten schrijven naar aanleiding van het 125-jarig bestaan van de kerk. Het boek heeft als titel De Bartholomeusparochie van Nootdorp, De geschiedenis van haar kerkgebouw 1871 - 1996. Het boek is geschreven door R.J (Ron) Labordus en M.A.P. (Tinus) Verwijmeren.

## Renovatie
Eind jaren 90 werden de eerste ideeën gevormd voor een grootschalige renovatie van het dan al ruim 125 jaar oude kerkgebouw. Zowel de natuurelementen als het gebruik van de kerk hadden hun sporen achtergelaten; er was veel zoutuitslag op de muren te vinden en ook was het gebouw erg donker geworden door de vele jaren dat er kaarsen gebrand werden, wierook tijdens de vieringen werd gebruikt en door de oude olielampen die het gebouw vroeger verlichtten.
In de daaropvolgende jaren werden de plannen uitgewerkt, in overleg met architecten en het bisdom Rotterdam waar de parochie onder valt. Dit leidde uiteindelijk tot een planning in drie fasen waarin de kerk volledig schoongemaakt en hersteld zou worden. Tijdens deze periode van renovatie is er twee keer een zogenaamde noodkerk gemaakt zodat de vieringen zoveel mogelijk konden plaatshebben in het kerkgebouw; enkele banken werden verwijderd en opgeslagen en in de vrijgekomen ruimte werd een tijdelijk priesterkoor gemaakt.
De kerk werd op 16 juni 2013 feestelijk heropend door Bisschop Mgr. van den Hende door de inzegening van het nieuwe Altaar. De renovatie werd op 7 september 2013 afgerond door de plaatsing van het monumentschild bij de voordeur van de kerk.
Fase 1

In 2009 werd begonnen met fase 1. In dit plan werd de oude kachel vervangen door een nieuwe. Hiervoor werd het oude inblaaskanaal, dat in een van de ramen was geplaatst, verwijderd en vervangen voor door een ingegraven kanaal waardoor de warme lucht vanaf een rooster in het priesterkoor de kerk instroomt. Tevens werd het priesterkoor hersteld tot het oude niveau van twee treden hoog en werd het oude tegelpatroon teruggebracht.
Fase 2

Tijdens de tweede fase is de kerk volledig in de steigers gezet waarbij de buitenmuur is geïnspecteerd, schoongemaakt en waar nodig hersteld. Ook het dak is op sommige plaatsen van nieuwe leisteen voorzien. Tevens is de toren hersteld en is het oude kruis en haantje op de toren vervangen door een replica van het originele kruis. Dit was verwijderd omdat vanwege Vliegveld Ypenburg een kruis met bakenverlichting moest worden geplaatst.
Fase 3

Tijdens de derde en laatste fase is het interieur schoongemaakt en hersteld. De bepleisterde wandvlakken die zo kenmerkend zijn voor de ontwerpen van Margry zijn schoongemaakt van alle roet terwijl de schilderingen volledig hersteld zijn. Ook de verlichting werd compleet vernieuwd. De bedrading is van de muren verdwenen en de oude gloeilampen zijn vervangen door moderne energiezuinige LED-armaturen die door vrijwilligers zijn vervaardigd.

## Toekomst
Op 1 januari 2010 is de Bartholomeusparochie in de op die datum opgerichte parochiefederatie Oostland samen gaan werken met de naburige parochies van Pijnacker, Berkel en Rodenrijs, Bergschenhoek en Bleiswijk. In de komende jaren moet deze federatie overgaan tot één parochie met meerdere kerkgebouwen. Daardoor blijft de kerk behouden en toegewijd aan de Sint Bartholomeüs.